# سفارة أفغانستان في بولندا
سفارة أفغانستان في بولندا هي أرفع تمثيل دبلوماسي لدولة أفغانستان لدى بولندا. تقع السفارة في وهي تهدف لتعزيز المصالح الأفغانية في بولندا.

## وصلات خارجية
- الموقع الرسمي
- قائمة سفارات أفغانستان
- قائمة السفارات في بولندا